# BDO 유니뱅크
BDO 유니뱅크(영어: BDO Unibank)는 필리핀의 은행이다. 일반적으로 Bando de Oro (BDO)로 알려져 있으며, BDO 유니뱅크는 필리핀 SM 그룹의 일원이므로 전국의 SM 몰에서 찾을 수 있다.
BDO는 2016년 3월 31일 기준으로 필리핀에서 총자산 기준으로 가장 큰 은행이며, 동남아시아에서 총자산 기준으로 15번째로 큰 은행입니다. 시가총액 기준으로 필리핀에서 가장 큰 은행이며, 전국적으로 1,300개 이상의 영업 지점과 4,000개 이상의 ATM을 보유한 가장 큰 영업망을 보유하고 있다.
BDO는 풀서비스 유니버설 은행이다. 소매 및 기업 시장에 제품과 서비스를 제공한다. 여기에는 대출(기업, 중간 시장, 중소기업, 소비자), 예금 수령, 외환, 중개, 신탁 및 투자, 신용카드, 기업 현금 관리 및 송금이 포함됩니다. 자회사를 통해 은행은 리스 및 금융, 투자 은행, 프라이빗 뱅킹, 방카슈랑스, 보험 중개 및 주식 중개 서비스를 제공한다.
현재 형태의 BDO는 2007년에 원래의 Banco de Oro 유니버설 은행과 에퀴터블 PCI 은행이 합병한 결과이다. BDO의 주요 경쟁자는 국영 필리핀 랜드 뱅크 오브 필리핀, 메트로폴리탄 뱅크 앤 트러스트 컴퍼니, 뱅크 오브 필리핀 제도와 같은 주요 필리핀 은행들입니다.